# ان‌جی‌سی ۴۷۲۵
ان‌جی‌سی ۴۷۲۵ (انگلیسی: NGC 4725) نام یک کهکشان در صورت فلکی گیسو است.